# 108P/Ciffréo
108P/Ciffréo este o cometă periodică descoperită de Jacqueline Ciffréo la 8 noiembrie 1985 pe clișeele cometei  Halley luate cu telescopul Schmidt de la Caussols. Reîntoarcerea următoare a fost regăsită de J. V. Scotti la 24 septembrie 1992 (trecerea la periheliu a avut loc la 23 ianuarie 1993). T. Seki a identificat-o un pic mai târziu, pe fotografiile luate câteva zile înainte de redescoperirea de către Scotti. La trecerea următoare, cometa a fost redescoperită la 10 noiembrie 1999 și observată apoi până în decembrie 2000. Cometa a fost regăsită la 24 iulie 2007, după trecerea sa la periheliu (18 iulie) de E. Guido și G. Sostero (RAS Observatory, Mayhill) și confirmată de echipa National Bulgarian Observatory „Rhozen” la 3 august 2007. 
Diametrul nucleului cometei este estimat la 3,2 km.